# Czachor
Czachor (forma żeńska: Czachor, Czachorowa; liczba mnoga: Czachorowie) – polskie nazwisko. Na początku lat 90. XX wieku Polskę zamieszkiwało 1779 osób o tym nazwisku.

## Znani Czachorowie
- Aleksander Czachor (1923–2001) – piłkarz i działacz sportowy
- Jacek Czachor (ur. 1967) – motocyklista rajdowy.
- Marek Czachor (ur. 1960) – dr hab. fizyki teoretycznej, działacz opozycji w PRL
- Marian Czachor (1924–2018) – piłkarz